# Circo de estrellas
Circo de estrellas es un programa de televisión chileno, adaptación local del programa australiano (Celebrity Circus o El circo de las estrellas) emitido por la cadena australiana Nine Network. Esta versión es emitida por TVN y conducido por Rafael Araneda y Karen Doggenweiler. Además se emite un programa especial denominado como Circo detrás de la magia, donde muestra a los participantes en los ensayos en una especie de serie-documental. Las celebridades que ingresan al programa comienzan sus ensayos, como mínimo, con un mes de antelación a la salida al aire del programa. Se les asigna un profesor profesional para las disciplinas que abarca el circo, quien será el que los acompañe durante todo el ciclo de competición.
Son observados y evaluados por cinco jueces quienes dan su opinión y un punto a favor de cada uno de los duelistas, así sentencian al que obtenga menos votos y podría dejar la competencia. En enero de 2010 se anunció en la prensa nacional que Rafael Araneda y Karen Doggenweiler estarían a cargo de la conducción del programa. Finalmente el gran estreno fue el 25 de marzo de 2010 promediando 16,2 puntos de índice de audiencia.

## Equipo del programa
- Presentadores: Rafael Araneda y Karen Doggenweiler lideran las competencias  y los duelos de eliminación.
- Jurado:
  - Fernando Sánchez: Directivo de la Compañía Hermanos Fuentes Gazca.
  - Cristina Tocco: Actriz, productora y cantante argentina.
  - Gustavo Sánchez: Exjuez de Latin American Idol.
  - Luz Croxatto: Actriz y guionista chilena.
  - René O'Ryan: Instructor y Comandante de Pelotón III y Pelotón IV.

## Participantes
| Participante                                                       | Edad | Situación actual                    | Resultado anterior                  | Resultado anterior                  |
| ------------------------------------------------------------------ | ---- | ----------------------------------- | ----------------------------------- | ----------------------------------- |
| Francisco "Chapu" Puelles Participante y doble ganador de Calle 7. | 22   | Ganador de Circo de Estrellas       |                                     |                                     |
| Janis Pope Comunicadora audiovisual.                               | 25   | 2.º Lugar de Circo de Estrellas     | 4.ª eliminada de Circo de Estrellas |                                     |
| Loreto Aravena Actriz.                                             | 26   | 3.º Lugar de Circo de Estrellas     | 8.ª eliminada de Circo de Estrellas | 6.ª eliminada de Circo de Estrellas |
| Nabih Chadud Ingeniero comercial.                                  | 33   | 4.º Lugar de Circo de Estrellas     | 5.º eliminado de Circo de Estrellas | 1.ª eliminado de Circo de Estrellas |
| Carla Ballero Actriz, modelo y presentadora de televisión.         | 30   | Abandona Por motivos de salud       |                                     |                                     |
| Monserrat Prats Actriz.                                            | 23   | 9.ª eliminada de Circo de Estrellas | 2.ª eliminada de Circo de Estrellas |                                     |
| César Caillet Actor y abogado.                                     | 36   | 7.º eliminado de Circo de Estrellas |                                     |                                     |
| Maite Orsini Actriz, modelo y participante de Calle 7.             | 25   | Abandona Por motivos personales     |                                     |                                     |
| Mariela Montero Actriz, modelo y cantante.                         | 30   | 3.ª eliminada de Circo de Estrellas |                                     |                                     |
| Christian Ocaranza Bailarín.                                       | 27   | Abandona Por lesión                 |                                     |                                     |

Notas
1. ↑  Después de haber sido eliminada, Janis reingresa en reemplazo de Maite.
2. ↑  Después de haber sido eliminada, Loreto reingresa por repechaje.
3. ↑  Después de haber sido eliminado, Nabi reingresa en reemplazo de Christian.
4. ↑  Después de haber sido eliminada, Monserrat reingresa por repechaje.

### Tabla de eliminación
| Chapu      | Salvado   | Amenazado | Amenazado | Amenazado | Salvado   | Salvado   | Amenazado | Salvado   | Salvado   | Salvado   | Gran ganador 1º Lugar |  |  |  |
| Janis      | Amenazada | Salvada   | Salvada   | Salvada   | Eliminada | Salvada   | Salvada   | Salvada   | Salvada   | Salvada   | 2º lugar              |  |  |  |
| Loreto     | Amenazada | Salvada   | Salvada   | Salvada   | Salvada   | Amenazada | Regresa   | Amenazada | Eliminada |           | 3º lugar              |  |  |  |
| Nabih      | Salvado   | Eliminado |           | Regresa   | Salvado   | Eliminado | Regresa   | Salvado   | Amenazado | Amenazado | 4º lugar              |  |  |  |
| Carla      | Amenazada | Salvada   | Salvada   | Salvada   | Lesionada | Salvada   | Salvada   | Salvada   | Salvada   | Amenazada | Retirada              |  |  |  |
| Montserrat | Salvada   | Amenazada | Eliminada |           |           |           | Regresa   | Amenazada | Lesionada | Eliminada |                       |  |  |  |
| César      | Salvado   | Amenazado | Amenazado | Amenazado | Amenazado | Amenazado | Salvado   | Eliminado |           |           |                       |  |  |  |
| Maite      | Amenazada | Amenazada | Amenazada | Salvada   | Salvada   | Retirada  |           |           |           |           |                       |  |  |  |
| Mariela    | Amenazada | Salvada   | Salvada   | Eliminada |           |           |           |           |           |           |                       |  |  |  |
| Christian  | Salvado   | Salvado   | Salvado   | Retirado  |           |           |           |           |           |           |                       |  |  |  |

## Repechaje
El día 6 e mayo se efectuó el repechaje para reingresar al programa, la prueba que tuvieron que superar fue la denominada "cuerda tensa" (cuerda floja en otros países), quienes participaron fueron:
| Participante    | Resultado                |
| --------------- | ------------------------ |
| Monserrat Prats | Regresa a la competencia |
| Loreto Aravena  | Regresa a la competencia |
| Nabih Chadud    | Regresa a la competencia |
| Mariela Montero | Eliminada para siempre   |
| Maite Orsini    | Eliminada para siempre   |